# 金承龍
金 承龍（キム・スンヨン、김승용、1985年3月14日 - ）は、大韓民国ソウル特別市出身の元プロサッカー選手。現役時代のポジションはミッドフィールダー。名前のスンヨンは勝龍と漢字表記されることもある。

## 来歴
ソウル特別市の出身。ユース年代から代表選手として将来を嘱望されたサイドアタッカー。富平高等学校を卒業後の2004年、FCソウルに入団。レギュラー争いを繰り広げるも、選手層の厚いクラブで出番は少なかった。2005年にはU-20韓国代表としてワールドユースに出場した。
2007年に兵役の為、光州尚武FCに入隊し、クラブの中心選手として活躍した。
2008年、主力選手として期待されたU-23韓国代表では、北京オリンピック直前の7月27日にコートジボワールとのテストマッチで肋骨を負傷して入院。8月1日に退院して五輪代表チームに合流したが、怪我の影響もあって1試合の出場に留まった。同シーズン終盤から復帰したFCソウルでは奇誠庸や李青龍、朴主永といった北京五輪を共に戦った歳下の若手選手の台頭が激しく、レギュラーポジション獲得には至らなかった。2010年に全北現代に移籍するも出場機会は得られなかった。
2011年、全北現代からJリーグ・ガンバ大阪へ完全移籍で加入した。登録名は「キム スンヨン」（3月18日付けでカタカナ表記に変更）。シーズン当初はサイドバックで起用され、不安定なプレーを見せたが、中盤以降サイドハーフで起用されると、徐々にチームにフィットし、最終的にKリーグ7シーズンの通算得点に並ぶ4得点を挙げるなど、まずまずの活躍を見せた。
同年限りでガンバ大阪を退団し、Kリーグ・蔚山現代FCに完全移籍。
2014年2月、元清水エスパルスのエディ・ボスナーと共にAリーグのセントラルコースト・マリナーズFCに移籍した。

## 人物・エピソード
- Kリーグ時代はユニークなゴールパフォーマンスをやる事でサポーターから人気があった。本人はバラエティー番組が好きで、そこからネタを借用していると語っている[7]。韓国のお笑い芸人、リ・マリオを真似たことから（名前のスンヨンとかけて）「リ・マリヨン」というニックネームで呼ばれる。
- ガンバ大阪、蔚山現代FCでのチームメイトイ・グノとは富平高校の同級生であり[8]、韓国代表のユース年代でも共にプレーした親友である。
- サザエさんのカツオに顔が似ているのでガンバ大阪の選手、サポーターからは「カツオ」と呼ばれていた。

## 個人成績
| 国内大会個人成績 | 国内大会個人成績 | 国内大会個人成績 | 国内大会個人成績 | 国内大会個人成績 | 国内大会個人成績 | 国内大会個人成績 | 国内大会個人成績 | 国内大会個人成績 | 国内大会個人成績 | 国内大会個人成績 | 国内大会個人成績 |
| 年度             | クラブ           | 背番号           | リーグ           | リーグ戦         | リーグ戦         | リーグ杯         | リーグ杯         | オープン杯       | オープン杯       | 期間通算         | 期間通算         |
| 年度             | クラブ           | 背番号           | リーグ           | 出場             | 得点             | 出場             | 得点             | 出場             | 得点             | 出場             | 得点             |
| 韓国             | 韓国             | 韓国             | 韓国             | リーグ戦         | リーグ戦         | リーグ杯         | リーグ杯         | FA杯             | FA杯             | 期間通算         | 期間通算         |
| ---------------- | ---------------- | ---------------- | ---------------- | ---------------- | ---------------- | ---------------- | ---------------- | ---------------- | ---------------- | ---------------- | ---------------- |
| 2004             | ソウル           | 29               | Kリーグ          | 3                | 0                | 11               | 0                | 1                | 0                | 15               | 0                |
| 2005             | ソウル           | 25               | Kリーグ          | 14               | 1                | 6                | 0                | 2                | 0                | 22               | 1                |
| 2006             | ソウル           | 16               | Kリーグ          | 6                | 0                | 7                | 1                | 1                | 1                | 14               | 2                |
| 2007             | 光州尚武         | 22               | Kリーグ          | 16               | 0                | 7                | 0                | 2                | 0                | 25               | 0                |
| 2008             | 光州尚武         | 22               | Kリーグ          | 12               | 1                | 7                | 2                | 1                | 1                | 20               | 4                |
| 2008             | ソウル           | 47               | Kリーグ          | 1                | 1                | 0                | 0                | 0                | 0                | 1                | 1                |
| 2009             | ソウル           | 11               | Kリーグ          | 23               | 1                | 4                | 0                | 1                | 0                | 28               | 1                |
| 2010             | 全北現代         | 7                | Kリーグ          | 4                | 0                | 1                | 1                | 1                | 0                | 6                | 1                |
| 日本             | 日本             | 日本             | 日本             | リーグ戦         | リーグ戦         | リーグ杯         | リーグ杯         | 天皇杯           | 天皇杯           | 期間通算         | 期間通算         |
| 2011             | G大阪            | 13               | J1               | 28               | 4                | 0                | 0                | 2                | 2                | 30               | 6                |
| 韓国             | 韓国             | 韓国             | 韓国             | リーグ戦         | リーグ戦         | リーグ杯         | リーグ杯         | FA杯             | FA杯             | 期間通算         | 期間通算         |
| 2012             | 蔚山現代         | 13               | Kリーグ          |                  |                  |                  |                  |                  |                  |                  |                  |
| 通算             | 韓国             | 韓国             | Kリーグ          | \|79             | 4                | 43               | 4                | 9                | 2                | 131              | 10               |
| 通算             | 日本             | 日本             | J1               | 28               | 4                | 0                | 0                | 2                | 2                | 30               | 6                |
| 総通算           | 総通算           | 総通算           | 総通算           | 107              | 8                | 43               | 4                | 11               | 4                | 161              | 16               |

| 国際大会個人成績 | 国際大会個人成績 | 国際大会個人成績 | 国際大会個人成績 | 国際大会個人成績 |
| 年度             | クラブ           | 背番号           | 出場             | 得点             |
| AFC              | AFC              | AFC              | ACL              | ACL              |
| ---------------- | ---------------- | ---------------- | ---------------- | ---------------- |
| 2009             | ソウル           | 11               | 3                | 1                |
| 2010             | 全北現代         | 7                | 3                | 1                |
| 2011             | G大阪            | 13               | 6                | 1                |
| 2012             | 蔚山現代         | 13               |                  |                  |
| 通算             | AFC              | AFC              | 12               | 3                |

- Jリーグ初出場 - 2011年3月5日 J1第1節 vsセレッソ大阪 (万博記念競技場)
- Jリーグ初得点 - 2011年7月10日 J1第3節 vs大宮アルディージャ (NACK5スタジアム大宮)

## タイトル

### クラブ
FCソウル
- 韓国リーグカップ：1回（2006年）

蔚山現代FC
- AFCチャンピオンズリーグ：1回（2012年）

ブリーラム・ユナイテッドFC
- タイ・リーグカップ：1回（2016年）
- コー・ロイヤルカップ：1回（2016年）

### 個人
- 2003年 - 大統領杯全国サッカー大会 アシスト賞

## 代表歴
- U-20韓国代表 (26試合出場4得点)
  - 2005年 - FIFAワールドユース選手権出場
- U-23韓国代表 (17試合出場1得点)
  - 2008年 - 北京オリンピック出場